# Franken
Franken je občina v departmaju Haut-Rhin francoske regije Alzacija.
Leta 1990 je v občini živelo 252 oseb oz. 41 oseb/km².